# Classe Barbarigo
Pour les articles homonymes, voir Barbarigo.
La classe Barbarigo est une classe de quatre sous-marins construits pour la Marine royale italienne (en italien : Regia Marina) et entrés en service à partir de 1918. 

## Généralités de la classe
Ces sous-marins ont été conçus par l'ingénieur Cesare Laurenti, assisté du Major du génie naval Virginio Cavallini pour la partie relative à la disposition des accumulateurs.
De dimensions un peu plus importantes, la coque de ces sous-marins reprend les formes extérieures, la disposition centrale des doubles fonds et celle des dépôts de carburant des sous-marins de classe F.
L'innovation la plus importante réside dans la disposition des accumulateurs qui sont logés dans quatre compartiments étanches sous un pont horizontal qui couvre la plus grande partie du sous-marin à l'exception des deux chambres de lancement.
La puissance des moteurs à combustion et des moteurs électriques installés dans ces sous-marins était assez forte; de cette façon, les sous-marins de ce type pouvaient développer des vitesses élevées tant en surface que sous l'eau.
Bien que rapides et maniables en surface et en immersion, la forme de la coque ne pouvait pas résister à des pressions élevées, surtout dans les parties raffinées; la profondeur maximale atteignable était donc limitée à des valeurs qui, déjà pendant la Première Guerre mondiale, s'étaient révélées insuffisantes.
Ces sous-marins n'ont pas été reproduits par la suite, et lorsque la Regia Marina (marine italienne) a commandé la construction des premières unités sous-marines de l'après-guerre, de nouveaux concepts ont été établis dans le domaine de la construction et l'idée du sous-marin torpilleur, qui avait duré plus de vingt ans, a été définitivement abandonnée.

## Caractéristiques
La classe Barbarigo déplaçaient 796,6 tonnes en surface et 926,5 tonnes en immersion. Les sous-marins mesuraient 67 mètres de long, avaient une largeur de 5,9 mètres et un tirant d'eau de 3,81 mètres. Ils avaient une profondeur de plongée opérationnelle de 50 mètres. Leur équipage comptait 40 officiers et soldats. 
Pour la navigation de surface, les sous-marins étaient propulsés par deux moteurs diesel FIAT de 2 600 chevaux-vapeur (cv) (1 910 kW), chacun entraînant un arbre d'hélice. En immersion, chaque hélice était entraînée par un moteur électrique de 650 chevaux-vapeur (478 kW). Ils pouvaient atteindre 16,8 nœuds (31,1 km/h) en surface et 9,3 nœuds (17,2 km/h) sous l'eau. En surface, la classe Barbarigo avait une autonomie de 1 850 milles nautiques (3 426 km) à 9,3 noeuds (17,2 km/h); en immersion, elle avait une autonomie de 160 milles nautiques (296 km) à 1,6 noeuds (2,9 km/h).
Les sous-marins étaient armés de six tubes lance-torpilles de 45 centimètres, quatre à l'avant et deux à l'arrière, pour lesquels ils transportaient un total de 10 torpilles. Ils étaient également armés d'un canon de pont de 76/40 Model 1916 à l'avant de la tour de contrôle (kiosque) et un canon de pont 76/30 Model 1914 à l'arrière de la tour de contrôle pour le combat en surface.

## Unités
| Regia Marina - Classe Barbarigo | Regia Marina - Classe Barbarigo         | Regia Marina - Classe Barbarigo | Regia Marina - Classe Barbarigo | Regia Marina - Classe Barbarigo | Regia Marina - Classe Barbarigo               |
| Sous-marin                      | Chantier                                | Début de construction           | Lancement                       | Entrée en service               | Destination finale                            |
| ------------------------------- | --------------------------------------- | ------------------------------- | ------------------------------- | ------------------------------- | --------------------------------------------- |
| Agostino Barbarigo              | Cantiere navale del Muggiano, La Spezia | 22 octobre 1915                 | 18 novembre 1917                | 10 septembre 1918               | Radié le 1er mai 1928.                        |
| Giacomo Nani                    | Cantiere navale del Muggiano, La Spezia | 27 octobre 1915                 | 8 septembre 1918                | 10 septembre 1919               | Radié le 1er août 1935.                       |
| Andrea Provana                  | Cantiere navale del Muggiano, La Spezia | 16 octobre 1915                 | 27 janvier 1918                 | 10 septembre 1918               | Radié le 21 janvier 1928.                     |
| Sebastiano Veniero              | Cantiere navale del Muggiano, La Spezia | 21 octobre 1915                 | 7 juillet 1918                  | 29 avril 1919                   | Coulé le 26 août 1925, radié le 3 avril 1926. |

## Service
Deux d'entre eux (le Barbarigo et le Provana) sont entrés en service dans les dernières semaines de la Première Guerre mondiale, tandis que les deux autres ont été achevés en 1919.
Ils n'ont jamais mené d'activités de guerre. Les Barbarigo et Provana ont participé à la crise de Corfou, en faveur du débarquement sur l'île.
Le Veniero a coulé avec tout son équipage en 1925, lors d'un exercice, accidentellement éperonné par le navire marchand Capena.
Les trois autres unités, qui sont rapidement devenues obsolètes, ont été mises au rebut dans les années 1920 et 1930 ; la tourelle et une partie de la coque du Provana sont conservées à Turin.

## Source de la traduction
- (it) Cet article est partiellement ou en totalité issu de l’article de Wikipédia en italien intitulé « Classe Barbarigo » (voir la liste des auteurs).